# 文物出版社
文物出版社是中华人民共和国的一家出版社，成立于1957年1月，社址位于北京市。主要出版文物、考古书籍。